# Эттернбах
Эттернбах (нем. Ötternbach) — река в Германии, протекает по земле Северный Рейн-Вестфалия. Площадь бассейна реки составляет 34,948 км² (по иным сведениям — 34,76 км²). Длина реки — 16,628 км (16,88 км). Приток реки Бега. От истока течёт на северо-запад, впадает в Бегу около Лиме.
По качеству воды относится к II—III классу, самовоспроизводящаяся популяция рыб в реке отсутствует. Количество растворённых в водах реки нитритов и тяжелых металлов не выходит за пределы нормы.
Эттернбах получил свое имя от местных выдр В 1572 году была поймана последняя выдра.